# Barravento (Goiânia)
Barravento é um bairro que se localiza na região noroeste da cidade brasileira de Goiânia, quase ao limite da região norte da cidade. Construído inicialmente em janeiro de 2003 pela Consciente Construtora e terminado em 2005, possui uma extensão de 30,11km2. No bairro encontra-se uma escola municipal e vários tipos de comércio.
Segundo dados do Instituto Brasileiro de Geografia e Estatística (IBGE), divulgados pela prefeitura, no Censo 2010 a população do Barravento era de 1 324 pessoas.